# Isidro Antequera
Isidro Antequera (La Solana, provincia de Ciudad Real, 1926), es un pintor español.

## Biografía
Su padre, fotógrafo y pintor de profesión, falleció cuando el no había cumplido los dos años de edad.  Comienza muy pronto a desarrollar la afición por la pintura y dibujo alentado por su maestro en la escuela. Después compagina su gran afición con el aprendizaje de varios oficios para salir adelante.
Expone por vez primera en su localidad de origen en 1945 y 1946. El poeta manchego Juan Alcaide le anima a continuar y a concursar en la Exposición de Artes Plásticas de Valdepeñas, certamen al que concurrirá en numerosas ocasiones. El Párroco de Campo de Criptana, Don Gregorio Bermejo,le encarga su primer mural de corte creativo y le estimula a seguir con su formación en Madrid. Viaja a la capital y comienza trabajando en los estudios cinematográficos "Sevilla films" y "Cifesa" de la mano del decorador Enrique Alarcón. 
Simultáneamente asiste a clases del pintor Enrique Bráñez en la Escuela de Artes y Oficios de Madrid. Otro gran pintor, José Frau, le orienta durante algún tiempo en su aprendizaje. Posteriormente asistirá a las clases de Carlos Sáinz de Tejada en La Escuela Superior de Bellas Artes de San Fernando. 
Su primera exposición en Madrid se realiza en la Sala Marabini y es presentada por el escritor y crítico de arte Prados López. El Instituto de Estudios Manchegos patrocina su segunda exposición en Ciudad Real. 
Durante algún tiempo vive y recorre Extremadura, marcando su paisaje una huella que le hace desarrollar una faceta que no había asumido hasta entonces. Se instala definitivamente en Madrid donde conoce al maestro Daniel Vázquez Díaz y al pintor manchego Gregorio Prieto con quien mantiene una buena relación. Acude a Varias Exposiciones Nacionales, obteniendo algunos premios como la primera medalla Nacional de Linares en 1955. Expone en Madrid en La Biblioteca Nacional bajo la convocatoria de Exposición de "Artistas de Ciudad Real" iniciando una periodicidad en las exposiciones entre Madrid y numerosas ciudades de Españolas. Contrae Matrimonio en 1954 con la Criptanense Juliana Galindo, con la que tiene tres hijos y marca su posterior trayectoria.
En esta etapa realiza numerosos retratos a todo tipo de personalidades. Junto con el amigo y pintor murciano Antonio Hernández Carpe, realiza numerosos murales y mosaicos para las Nuevas Iglesias del sur de la península ibérica. Entre los años 1960 y 1963 realiza los grandes lienzos para el Altar Mayor de la Nueva Parroquia de Campo de Criptana.
A partir de 1964 abre una nueva etapa pintando casi en exclusiva para la Galería Americana "Firenze". Este período se caracteriza por el cambio tanto en los temas como en el tratamiento y estilo. Se podría denominar como una pintura impresionista con amplias manchas de espátula, con color intenso y temas del mundo del espectáculo; Peleas de gallos. temas circenses y musicales. 
En 1966 es becado por la Fundación Juan March y realiza estancia y viaje por Italia y Francia durante varios meses. Ya de vuelta en Campo de Criptana funda y dirige, junto a varios "locos" poetas, artistas y eruditos, la Revista HITO, buscando las raíces culturales y poéticas de La Mancha. 
Vuelve a trabajar en el mundo del cine en 1969 para la productora Norteamericana "Center Films". Posteriormente ejecuta varias pinturas para el Museo de Cera de Barcelona, destacando los temas alegóricos de la escalera y un frontal.                                      
En 1973 se le plantea la creación de la primera Escuela Municipal de Dibujo Y Pintura de La Mancha, asumiendo la ejecución y posterior dirección de ésta, hasta el año 1996. A partir de aquel momento se crea un ambiente artístico y cultural desconocido hasta entonces.
Fue director de los Cursos de Arte en Almagro de la Fundación Cultural de Castilla-La Mancha en los años 1982 y 1984. 
Ha realizado más de 50 exposiciones individuales en diversas capitales españolas, siendo su última Exposición Antológica en el 2006 en Campo de Criptana. su obra figura en numerosas colecciones públicas.